# Eric Carlberg
Gustaf Eric Carlberg (né le 5 avril 1880 à Karlskrona (Suède) et mort le 14 avril 1963 à Stockholm (Suède), est un tireur sportif, un escrimeur et un pentathlète suédois, double champion olympique de tir. Il est le frère jumeau du tireur sportif Vilhelm Carlberg.

## Palmarès

### Jeux olympiques
- Jeux olympiques d'été de 1908 à Londres (Royaume-Uni) :
  -  Médaille d'argent en petite carabine par équipes.
- Jeux olympiques d'été de 1912 à Stockholm (Suède) :
  -  Médaille d'or en pistolet à 30 m par équipes.
  -  Médaille d'or en petite carabine à 25 m par équipes.
  -  Médaille d'argent en pistolet à 50 m par équipes.
  -  Médaille d'argent en petite carabine à 50 m par équipes.